# Den siste mohikanen (Scharfenberger)
Den siste mohikanen, tysk originaltitel Da sprach der alte Häuptling (der Indianer) ("Då talade den gamle hövdingen (av indianerna)"), är en sång baserad på en melodi av kompositören Werner Scharfenberger. Den tyska originalversionen från 1960 sjöngs av Gus Backus, som året efter även gjorde den på engelska. Den svenskspråkiga versionen sjöngs in på skiva av Little Gerhard, som släppte sin version i juni 1961. Den blev en av hans främsta hitlåtar på svenska. Sången spelades även in på svenska av Lars Vegas trio på albumet På korståg för schlagerns bevarande.

## I politiken

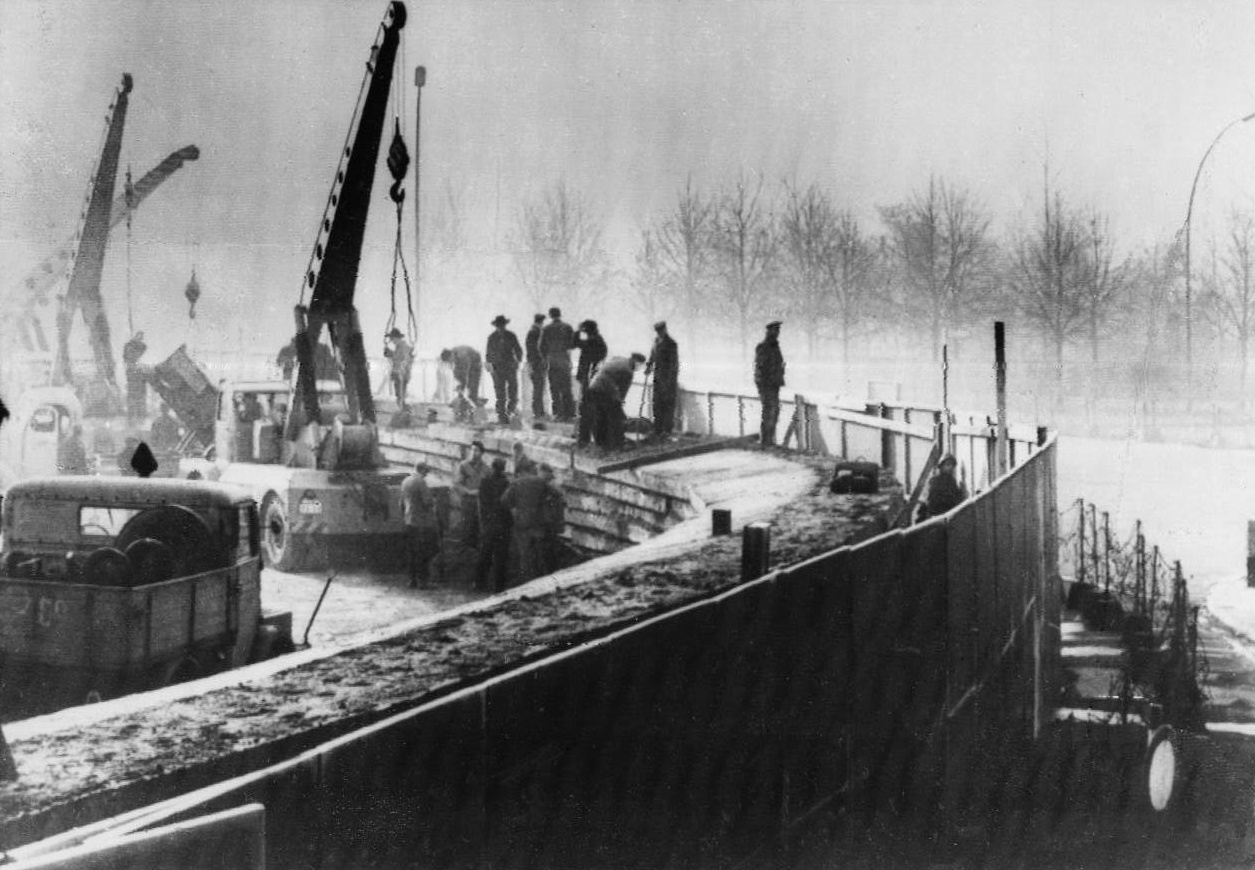
Östtyskland använde sången som nidvisa om Willy Brandt och Konrad Adenauer i samband med byggandet av Berlinmuren 1961.

I samband med byggandet av Berlinmuren 1961 gjorde den östtyska-propagandan en version av sången under titeln Das Lied vom bleichen Willy ("sången om den bleka Willy", ny text av Rudi Strahl), som parodierade Västberlins borgmästare Willy Brandt. Refrängens fras om "den gamle hövdingen" syftade på Västtysklands 85-årige förbundskansler Konrad Adenauer. Denna version spelades, tillsammans med andra propagandasånger och slagord, från en högtalarbil på östsidan i samband med att Adenauer besökte Västberlin för att beskåda den nybyggda muren.